# Symon Gabriel
Symon Gabriel (sinh ngày 25 tháng 7 năm 1990) là một cầu thủ bóng đá người Brasil.

## Sự nghiệp câu lạc bộ
Symon Gabriel đã từng chơi cho FC Gifu.